# Soleirolia
Soleirolia é um género botânico pertencente à família Urticaceae.